# Канагава (Иокогама)
Канагава — один из 18 административных районов города Иокогама. Население — 230401 человек[когда?].

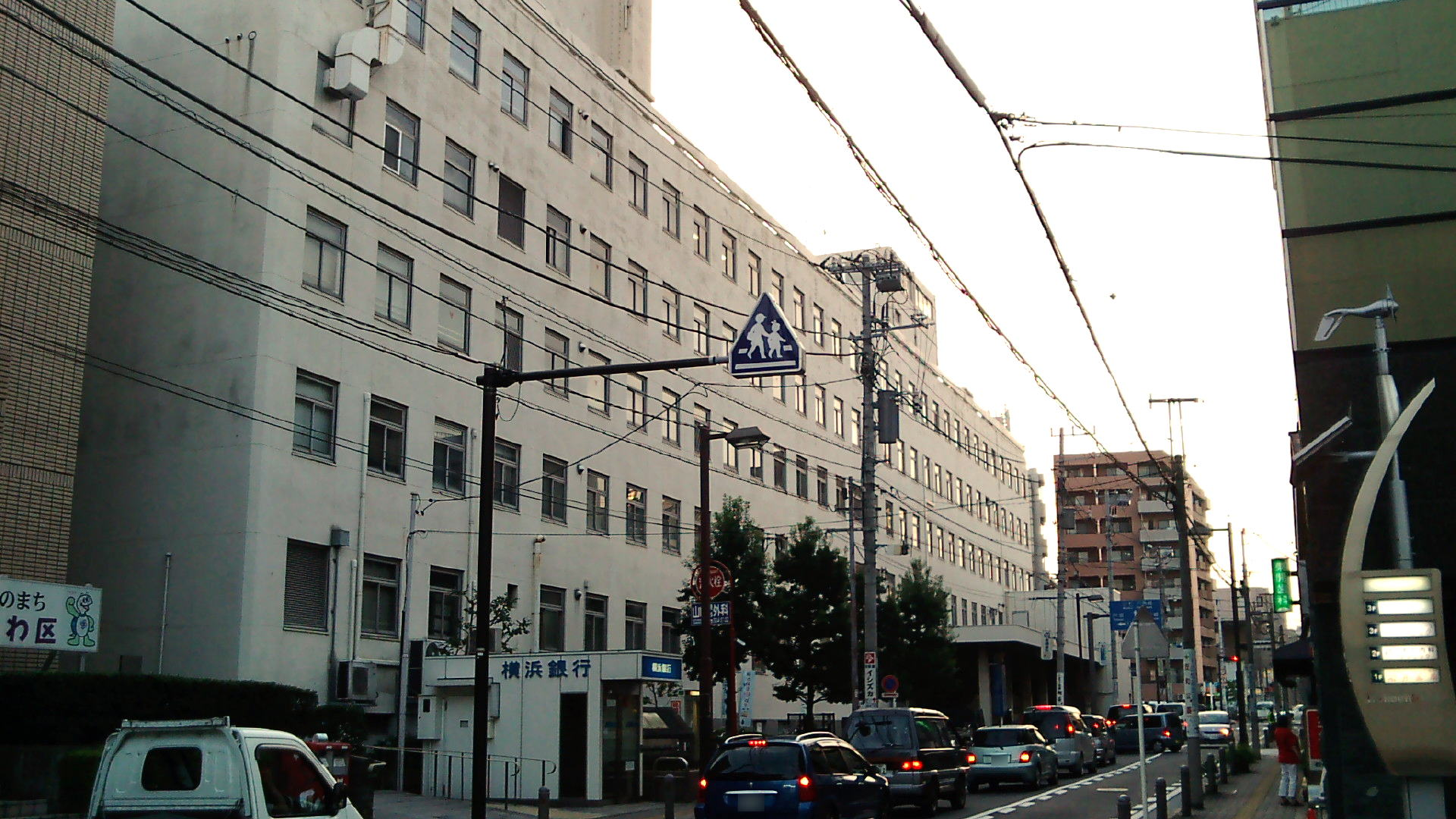
Офис в Канагава

## География
Расположен в восточной части префектуры Канагава и к северо-востоку от географического центра города Иокогама. Район в основном равнинный, с разбросанными небольшими холмами.

## Экономика
Это в основном региональный коммерческий центр и спальный район в центре Иокогамы. Прибрежная зона является частью промышленной зоны Кейхин и является наиболее промышленно развитым регионом в Иокогаме.